# Dr.-Konrad-Duden-Gymnasium Schleiz
Das Dr.-Konrad-Duden-Gymnasium Schleiz, so seit 1991 genannt nach Konrad Duden, der dort 1869–1876 die wesentlichen Arbeiten zu seinem Wörterbuch der Deutschen Sprache vornahm, setzt zugleich die Tradition des alten Fürstlich Reuß-Schleizer Gymnasiums Rutheneum fort. An der Schule unterrichten 46 Lehrer etwa 600 Schüler in 26 Klassen.

## Geschichte
Schon der Deutsche Orden hatte in seiner Kommende Schleiz (→Liste der Klöster und Orden in Thüringen) seit dem 14. Jahrhundert eine Lateinschule betrieben, die sich zu einer Stadtschule entwickelte. Fürst Heinrich IX. Reuß (1616–1666), der 1647 die Herrschaft Schleiz erhielt, stiftete 1000 Gulden und erhob die Schule 1656 zum Gymnasium. Beim großen Stadtbrand von 1689 fiel das Schulgebäude den Flammen zum Opfer und erst 1735 konnte ein neues Gebäude eingeweiht werden. 1923 zog die Schule in das Gebäude des aufgelösten Lehrerseminars in der Hofer Straße, wo sie sich heute noch befindet. Das historische Gebäude beherbergt seit 2001 das Museum Rutheneum, in dem auch an Konrad Duden gedacht wird.
Nach dem Zweiten Weltkrieg bestand die Schule als Erweiterte Oberschule fort, ab 1982 als Polytechnische Oberschule. 1990, nach der Wende wurde sie wieder zum Gymnasium. 1991 nahm sie den Namen nach ihrem berühmten Direktor an. Wie viele Traditionsschulen hat auch diese eine Schulbibliothek, die etwa 500 historische Bücher enthält.

## Ehemalige
- Adam Heinrich Meißner (1711–1782), lutherischer Geistlicher und Philosoph
- Christian Gottfried Müller (1747–1819), klassischer Philologe, Bibliothekar und Pädagoge, Rektor der Schule
- Christian Herrgott, Politiker (CDU), seit Februar 2024 Landrat des Saale-Orla-Kreises
- Stefan Gruhner, Politiker (CDU)
- Alwin Berger, Botaniker
- Mathias Weiser, Politiker (AfD, MdB)

## Partnerschulen
- Guatemala: Colegio „Von Humboldt“ in Guatemala-Stadt
- Frankreich: Collège „Saint-Charles-Notre-Dame“ in Rueil-Malmaison
- Russland: Gymnasium No. 25 in Irkutsk[4]